# Ипократис
Международный аэропорт острова Кос «Гиппократ» (греч. Κρατικός Αερολιμένας Κω, Ιπποκράτης) (ИАТА: KGS, ИКАО: LGKO) — гражданский аэропорт в Греции, расположенный на острове Кос в 22 километрах от города Кос, рядом с малым городом Андимахия.
Аэропорт принимает регулярные и сезонные чартерные рейсы. Пик пассажиропотока обычно приходится на летний туристический сезон. Является одним из пунктов базирования авиакомпании Aegean Airlines и Olympic Airlines. Обслуживается государственной компанией «Hellenic Civil Aviation Authority».
В 2013 году пассажирооборот аэропорта составил 2.2 миллиона человек.
Назван в честь знаменитого древнегреческого врача Гиппократа, родившегося на острове Кос.

## История
Аэропорт острова Кос был открыт 4 апреля 1964 года с асфальтовой взлётно-посадочной полосой длиной 1200 метра. В 1973 году в связи с растущим потоком пассажиров взлётная полоса была удлинена до 2400 метров, а в октябре 1980 года был построен новый пассажирский терминал. В 1997 году было расширено здание для прибывших пассажиров. Таким образом общая площадь терминального комплекса аэропорта достигла 3000 квадратных метров.

## Авиакомпании и направления

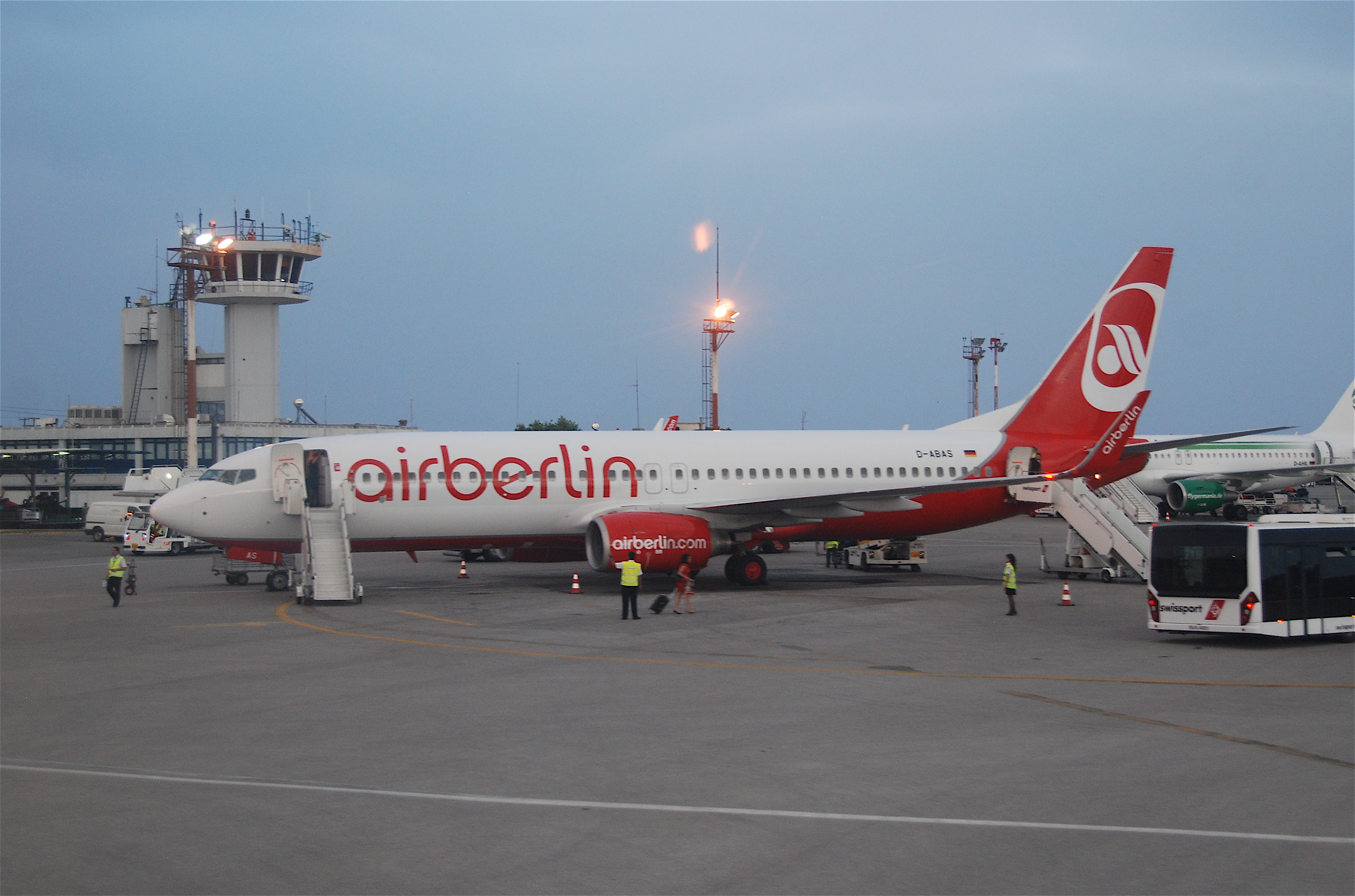
Boeing 737-800 Air Berlin в аэропорту острова Кос

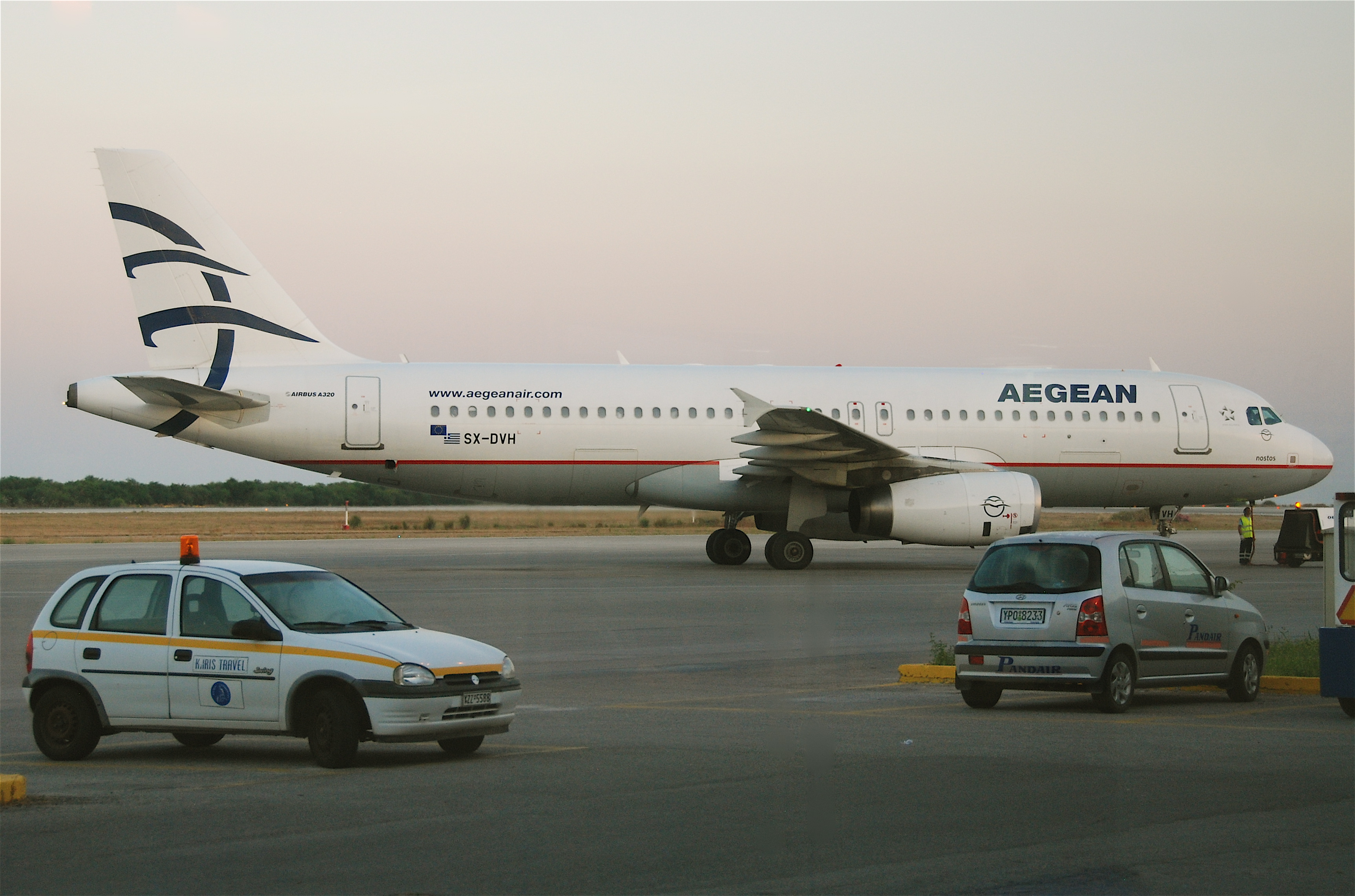
Airbus A320 Aegean Airlines в аэропорту острова Кос

## Транспорт
До аэропорта «Ипократис» можно добраться на автобусе, выйдя на остановке у большого разворотного кольца автодороги, ведущего к аэропорту. Автобусы следуют до городов Кос, Мастихари, Кардамена и Кефалос. Также возле терминала расположена стоянка такси.
В здании аэропорта также работают и фирма по прокату автомобилей Hertz.